# Rivolta di Thala-Kasserine

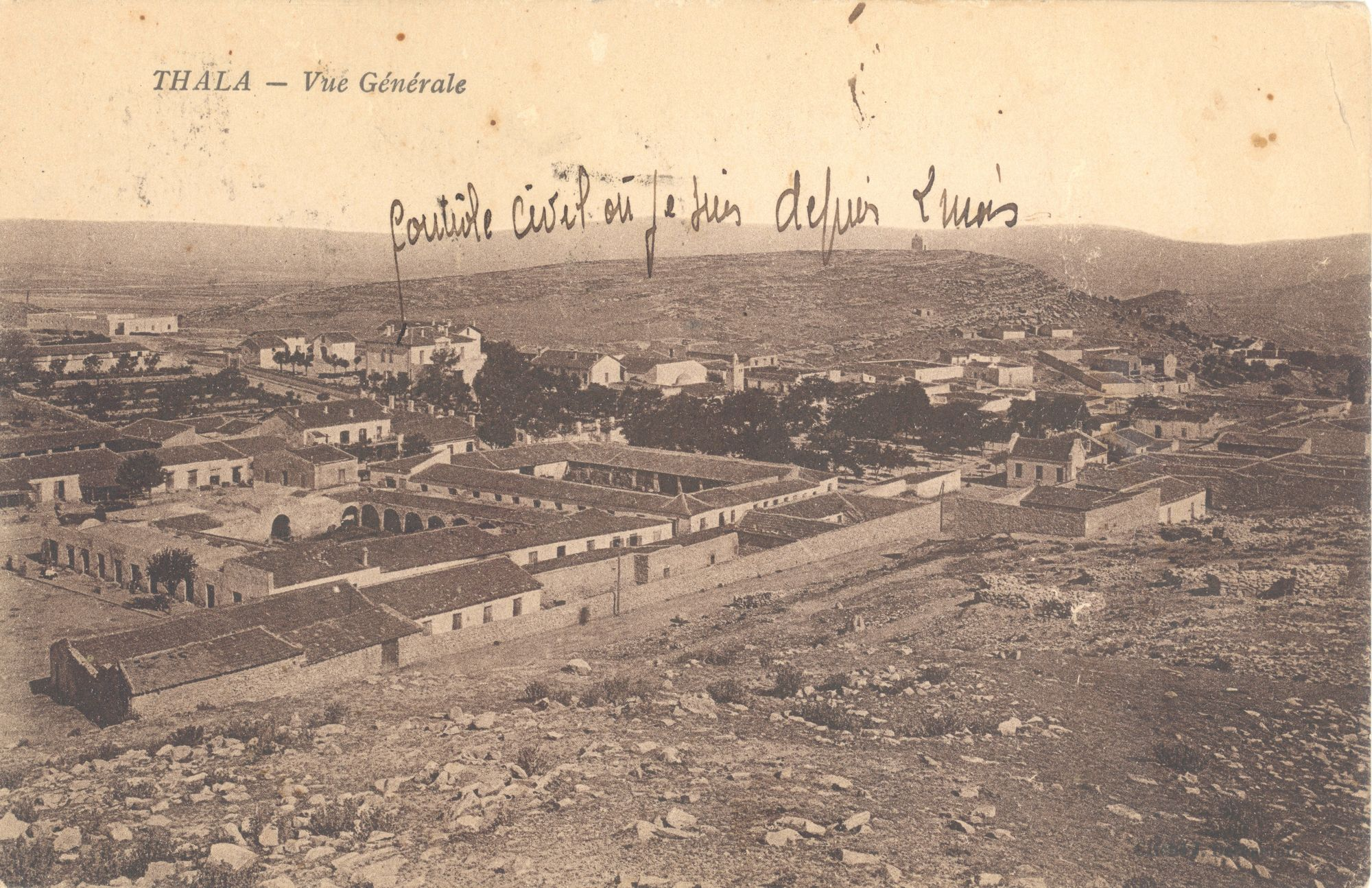
La città di Thala nel 1925

La rivolta di Thala-Kasserine fu uno scontro avvenuto nell'aprile 1906 nell'ovest della Tunisia, il primo di resistenza violenta contro l'autorità del protettorato francese in Tunisia stabilitosi fin dal 1881. Guidati da un marabutto algerino, Amor ben Othman, il 26 aprile gli insorti assaltarono due fattorie e uccisero tre coloni francesi nel governatorato di Kasserine.
Il giorno seguente i rivoltosi cercarono di assediare la città di Thala, sede dell'amministrazione civile francese.
La rivolta fu originata dall'estrema povertà in cui versavano gli abitanti del luogo, poiché i coloni europei si erano impadroniti dei terreni più produttivi e impedivano ai nomadi delle tribù locali di attraversarli. Il rigido inverno 1905-1906 fece traboccare il vaso, già colmo, dell'odio verso i coloni francesi.
Amor ben Othman aveva convinto i suoi uomini di avere poteri sovranaturali e di averli resi invincibili dando loro dei speciali bastoni e vecchi fucili scarichi che a suo dire avrebbero fatto fuoco da soli. Quando i suoi seguaci raggiunsero Thala, trovarono però una difesa ben organizzata e decine di soldati francesi supportati da alcuni lavoratori italiani poterono prenderli di mira da distanza ravvicinata. Nell'assalto della base francese furono uccisi tra i 10 e i 14 uomini mentre 57 dei rimanenti vennero arrestati e processati a Susa durante le settimane seguenti.
Durante il processo, fece particolare scalpore l'articolo a favore degli imputati della scrittrice Myriam Harry
Vi furono tre condannati a morte tra gli artefici degli omicidi e diversi condannati ai lavori forzati (tra cui lo stesso marabutto) tuttavia le condanne a morte furono commutate in lavori forzati a vita nel tentativo di riportare la situazione alla calma.